# 李春郁
李 春郁（り しゅんいく、Li Chunyu, 1986年10月9日 - ）は、中国出身の元サッカー選手。現役時代のポジションはMF。2010年6月に初めて中国のフル代表メンバーに招集された、年代別代表の経験がある選手である。2010年の1月にセルビアのラド・ベオグラードへ移籍を果たすが僅か半年後にはKリーグに身を移すこととなった。